# Фігейреду (Гімарайнш)
Фігейреду (порт. Figueiredo; МФА: [fi.gɐj.ˈɾe.du]) — парафія в Португалії, у муніципалітеті Гімарайнш. Розташована в північно-західній частині країни, на теренах історичної португальської провінції Дору-Міню. Входить до складу округу Брага. За адміністративним поділом, чинним до 1976 року, терени парафії були складовою провінції Міню. Належить до Бразької архідіоцезії Католицької церкви. Патрон — святий Пелагій. Площа — 2,0570 км². Населення — 436 ос. (2011). Сильно урбанізований регіон. Густота населення — 211,96 осіб/км²
. Код — 030816.

## Населення
| Кількість мешканців | Кількість мешканців | Кількість мешканців | Кількість мешканців | Кількість мешканців | Кількість мешканців | Кількість мешканців | Кількість мешканців | Кількість мешканців | Кількість мешканців | Кількість мешканців | Кількість мешканців | Кількість мешканців | Кількість мешканців | Кількість мешканців |
| ------------------- | ------------------- | ------------------- | ------------------- | ------------------- | ------------------- | ------------------- | ------------------- | ------------------- | ------------------- | ------------------- | ------------------- | ------------------- | ------------------- | ------------------- |
| 1864                | 1878                | 1890                | 1900                | 1911                | 1920                | 1930                | 1940                | 1950                | 1960                | 1970                | 1981                | 1991                | 2001                | 2011                |
| 240                 | 246                 | 257                 | 269                 | 284                 | 261                 | 248                 | 282                 | 343                 | 376                 | 385                 | 439                 | 461                 | 484                 | 436                 |